# De Witt (cràter)
De Witt és un cràter d'impacte en el planeta Venus de 20,7 km de diàmetre. Porta el nom de Lydia Maria Adams DeWitt (1859-1928), patòloga estatunidenca, i el seu nom va ser aprovat per la Unió Astronòmica Internacional el 1994.